# تشارلز تراسي
تشارلز تراسي (بالإنجليزية: Charles Tracey)‏ هو سياسي أمريكي، ولد في 27 مايو 1847 في ألباني في الولايات المتحدة، وتوفي في 24 مارس 1905 في واتكينس في الولايات المتحدة. حزبياً، نشط في الحزب الديمقراطي. وقد انتخب عضو مجلس النواب الأمريكي.